# Effizienzdruck
Unter dem Effizienzdruck versteht man allgemein den Antrieb eines auf Austauschprozessen beruhenden Systems, sich unter verschiedenen Zuständen auf jenen mit der höchsten Effizienz einzustellen.
Je nach Art des Systems, etwa eines Unternehmens, eines Lebewesens oder einer Gesellschaft, können zu diesem Zweck verschiedene natürliche oder künstlich erzeugte Anreize vorliegen. Je höher dabei der Effizienzdruck ist, desto größer sind die Anreize, eine möglichst schnelle oder umfassende Einstellung auf den effizientesten Zustand umzusetzen. Kennzeichen für einen hohen Effizienzdruck sind daher große Änderungsraten, während ein geringer Effizienzdruck meist langfristig stabile Systeme zur Folge hat. Faktoren sind dabei beispielsweise die Verfügbarkeit von Stoffen, Energie oder anderen Ressourcen sowie die Konkurrenzsituation des Systems in Bezug zu anderen Systemen.

## Effizienzdruck in verschiedenen Kategorien
Beispiele für Sonderformen des Effizienzdrucks sind der durch die Marktwirtschaft erzeugte Zwang für ein Unternehmen, einen möglichst hohen Profit zu erwirtschaften. Es zeigen sich dabei meist auch verschiedene Hierarchien, so dass man den Effizienzdruck auf einen Wirtschaftsraum, auf ein einzelnes Unternehmen, dessen Abteilungen oder gar den einzelnen Arbeitsplatz miteinander in Verbindung setzen kann, obwohl deren jeweilige Erscheinungsformen wie der Aktienkurs des Unternehmens, das Budget der Abteilung oder die Arbeitsplatzsicherheit des Angestellten, höchst unterschiedlich sind. Gleiches gilt für die Anpassung bzw. Effizienz einer biologischen Art, eines Individuums oder bestimmten Elementen aus dessen Organismus bis unter die Zellebene. Ein Beispiel für künstlich erzeugten Effizienzdruck bildet die Umweltgesetzgebung in ihren Auswirkungen auf umweltrelevante Wirtschaftsprozesse. So ist die Kohlenstoffdioxid-Freisetzung im Rahmen des Emissionshandels inzwischen für viele Firmen eine Kostenfrage, weshalb nun die gewünschte Tendenz besteht, diese Emissionen durch Effizienzsteigerung zu reduzieren. Dies erweitert bisherige Anreizsysteme wie Imagefragen oder eine moralisch-gesellschaftliche Verantwortung und hat damit zur Steigerung bzw. auch oft erst Schaffung eines Effizienzdrucks geführt.
Die Universalität des Effizienzbegriffs und damit auch des Effizienzdrucks auf unterschiedlichste Systemarten ermöglicht wie illustriert eine breite Anwendung des Begriffs über nahezu alle wissenschaftlichen Disziplinen, von den Natur- über die Geo- und Biowissenschaften bis zu den Sozial- und Wirtschaftswissenschaften. Der Effizienzdruck ist dabei in den meisten Fällen keine oder eine nur indirekt messbare Größe und findet oft eine eher abstrakte Verwendung, wodurch Eigenschaften und Sinnhaftigkeit des Begriffskonzepts im Einzelfall immer wieder kritisch hinterfragt werden müssen. Zu beachten ist dabei, dass der Effizienzdruck lediglich einen Faktor darstellt und in den seltensten Fällen die Veränderung eines Systems bzw. dessen Zustand vollständig erklären kann, was auch oft an der Falschbeurteilung liegt, welcher Zustand für ein System aus welchen Gründen der effizienteste ist oder welche Faktoren in welcher Form zum Effizienzdruck beitragen bzw. diesem auch entgegenwirken. So gibt es beispielsweise keine perfekt angepasste Art und Arbeitnehmer sind in der Regel und trotz hohen Effizienzdrucks nach gebräuchlicher Begriffsverwendung oft weit weniger effizient als sie es sein könnten, wohingegen oft auch bei geringem Effizienzdruck keine zwingend geringe Effizienz vorliegt.

## Effizienzsteigerung durch Redundanzminderung
Dass große Änderungsraten ein Kennzeichen für einen hohen Effizienzdruck sind, liegt daran, dass zur Bewältigung hoher Änderungsraten Redundanz erforderlich ist. Das bedeutet, dass sich damit ein sichtbarer „Überfluss“ anbietet, mit dessen Minderung die Effizienz eines Systems oder eines Prozesses gesteigert werden kann. Auf diesen Überfluss wirkt der Effizienzdruck. Darum muss bei Maßnahmen zur Effizienzsteigerung abgewogen worden, ob die Redundanz ein Überfluss ist, der keinen Beitrag zur von einem Prozess verlangten Wirkung leistet, oder ob die Redundanz als Abstand zwischen maximaler Entropie und aktuell vorliegender Entropie zum Erhalt eines Systems oder eines Prozesses erforderlich ist. Erschwert wird das Abwägen dabei insbesondere durch die Zufälligkeit der Störungen, die auf ein System einwirken und von ihm durch Nutzung von Redundanz schadlos absorbiert werden können. Aus diesem Grund besteht prinzipiell ein Konflikt zwischen der Forderung nach mehr Flexibilität und nach mehr Effizienz eines Systems. Bei fehlender Redundanz kann schon bei kleinsten Störungen die gesamte Funktionalität eines Systems stark beeinträchtigt werden. Ein Beispiel sind heute die Auswirkungen schon kleinster Zwischenfälle in Nahverkehrssystemen.
In manchen Fällen wird die Effizienz eines Prozesses dadurch gesteigert, dass die mit der Redundanzreduktion verbundene Entropiesteigerung in das System verlagert wird, das diesen Prozess nutzt. Als Beispiel kann hier die Verlagerung von Aufwand (z. B. Service am Bankschalter) eines Leistungsanbieters zu seinem Kunden dienen (der z. B. Telebanking durchführen muss). Systemtheoretisch handelt es sich hierbei um den Export von Entropie von einem Dienstanbieter zu einem Dienstabnehmer. Die Attraktivität der Redundanzminderung durch Entropieexport liegt für den Dienstanbieter dabei insbesondere in der grundsätzlichen Schwierigkeit, die Kosten von Entropie zu bewerten und beispielsweise geldlich abzubilden. Ihn ähnlicher Weise kann ein Unternehmen seine Effizienz dadurch steigern, dass es Belastungen zu seinen Mitarbeitern in einer Weise verlagert, die die Kosten der von den Mitarbeitern zu absorbierenden Entropie nicht direkt deutlich werden lässt.